# 1998 WF4
1998 WF4 är en asteroid i huvudbältet som upptäcktes den 18 november 1998 av de båda japanska astronomerna Seiji Ueda och Hiroshi Kaneda i Kushiro.
Asteroiden har en diameter på ungefär 8 kilometer.